# 大腹园蛛
大腹园蛛（学名：Araneus ventricosus）为园蛛科园蛛属的动物。分布于日本、朝鲜、俄罗斯、台湾以及中国大陆的北京、黑龙江、吉林、内蒙古、青海、新疆、河北、山西、陕西、山东、河南、江苏、安徽、浙江、湖北、江西、湖南、福建、广东、广西、海南、云南、四川等地，主要生活于屋檐下以及厩舍或庭院篱笆下。

## 亚种
- 东方胜利园蛛（学名：Araneus victoria orientalis），Kulczynski于1901年命名。在中国大陆，分布于北京、吉林等地[2]。